# Kijowiec (gmina Biała Podlaska)
Kijowiec – osada leśna w Polsce położona w województwie lubelskim, w powiecie bialskim, w gminie Biała Podlaska.
W latach 1975–1998 miejscowość administracyjnie należała do województwa bialskopodlaskiego.